# Robert Franz Curry
Robert Franz Curry (* 2. November 1872 in Boston; † 23. August 1955 in Riederau) war ein US-amerikanischer Landschaftsmaler des Impressionismus.

## Leben
Curry studierte zunächst an der Harvard University in Cambridge, bevor er 1891 zum Studium der Architektur an die Technische Hochschule in Stuttgart wechselte. Nach Abbruch des Studiums studierte er ab 1893 Malerei an der Kunstakademie in München, u. a. bei Heinrich Knirr und Carl von Marr. Seine Lehrer waren wichtige Mitglieder und Gründer der Münchner Sezession, die sich in Opposition zur Malschule von Franz von Lenbach verstand.
Auf vielen Reisen in die Schweiz, nach Italien an die Amalfiküste und in die bayrischen Berge sammelte Curry seine Motive.

### Familie
Curry war der Sohn eines reichen amerikanischen Wollhändlers und späteren Inhabers eines Stahlbauunternehmens und einer Erzgießerei, so dass er zeit seines Lebens finanziell unabhängig war. Seine Mutter, eine Pianistin, hatte in Leipzig studiert.  Sein Bruder war der Arzt und Segler Manfred Curry. Curry war mit  Elisabeth von Wahl verheiratet, der Tochter eines russisch-baltischen Bildhauers. Ihr Sohn Frederick (Eric) (1903–1971) wurde ebenfalls Maler.

## Malerei
Curry machte sich einen Namen als Landschaftsmaler. Seinen Malstil beschrieb Elfriede Ruhrberg 2004 in einer Veröffentlichung des Verschönerungsvereins Oberstdorf wie folgt: 
„In der Komposition seiner Bilder bevorzugte Curry das Prinzip der Diagonale, d. h. der Schwerpunkt verläuft von rechts oben nach links unten, aufgefangen durch eine kontrapunktische Gruppe in der linken Hälfte, mit dem begrenzenden Hintergrund der Berge. Durch die hellen, nuancenreich strukturierten Farben von Schnee und Bergen oder von aufbrechenden Frühlingslandschaften mit den kontrastierenden Braun-Ockertönen der Bäume und Büsche werden die Bilder in einen Spannungsbogen versetzt. Durch den pastös geführten Pinselstrich gelingt es Curry, die Spuren und Wege im Schnee dem Betrachter plastisch vor Augen zu führen.“ 
Seine Bilder werden dem Realismus und dem Spätimpressionismus zugeordnet. Er stellte im Münchner Kunstverein aus, im Glaspalast, in den Kunstvereinen Augsburg, Nürnberg und Mannheim, in Chur, in Frankreich und in den USA. 2005, anlässlich seines 50. Todestages, präsentierte die Villa Jauss in Oberstdorf eine Ausstellung mit Gemälden von Curry.
Mindestens 12 seiner Werke wurden zwischen 1939 und 1944 in der Großen Deutschen Kunstausstellung gezeigt, der wichtigsten Ausstellung der Kunst im Nationalsozialismus.